# Zsákhordó molyfélék
A zsákhordó molyfélék (Coleophoridae) a valódi lepkék (Glossata) alrendjébe tartozó Gelechioidea öregcsalád egyik családja mintegy 130 nemmel és ennek megfelelően igen sok fajjal.
A család tagjai az egész északi félgömbön megtalálhatók.
Nevük a hernyók egészen sajátos életmódjára utal. A fiatal hernyók levelekben vagy virágmagvakban aknáznak, majd ezek egy részéből (az epidermiszből) zsákot készítenek maguknak, amire különféle anyagokat ragasztanak. Ettől fogva ebben laknak és ezt is eszik. Amikor vedlenek, vagy új zsákot készítenek, vagy megtoldják a régit. Az általában csökevényes szárnyú, végtagú nőstények kifejlett (imágó) korukban is a zsákban maradnak.

## Ismertebb nemek
- Augasma (Herrich-Schäffer, 1853)
- zsákosmoly (Coleophora)
- Goniodoma (Zeller, 1849)
- Ischnophanes
- Metriotes (Herrich-Schäffer, 1853)
- Enscepastra
- Iriothyrsa
- Ischnopsis
- Macrocorystis
- Nasamonica
- Porotica
- Sandaloeca

## A magyarországi fajok
Hazánkban 182 fajuk él, közülük védett a:
- magyar zsákosmoly (Coleophora hungariae) – természetvédelmi értéke 2000 Ft.

Három kivétellel:
- gubacshúzó zsákosmoly (Augasma aeratella Zeller, 1839) – hazánkban többfelé előfordul (Fazekas, 2001; Pastorális, 2011; Pastorális & Szeőke, 2011);
- zöldessárga zsákosmoly (Metriotes lutarea, M. modestella Haworth, 1828) – hazánkban többfelé előfordul (Fazekas, 2001; Pastorális, 2011);
- labodaszárfúró zsákosmoly (Goniodoma auroguttella Fischer von Röslerstamm, 1841) – hazánkban többfelé előfordul (Pastorális, 2011);

valamennyi hazai faj a névadó zsákosmoly (Coleophora) nem képviselője – ezeket a nem ismertetőjében soroljuk fel. A két legismertebb közülük (Mészáros, 2005):
- gyümölcsfalevél-zsákosmoly (Coleophora hemerobiella Scopoli, 1763)
- füvön élő zsákosmoly (Coleophora ornatipennella Hb., 1796)